# Α-アミノアジピン酸
α-アミノアジピン酸（アルファ-アミノアジピンさん、α-Aminoadipic acid）は、リシン、サッカロピンの代謝における中間体の一つである。